# Gus Fring
Gustavo Fring detto Gus è un personaggio immaginario della serie televisiva Breaking Bad, principale antagonista a partire dalla seconda stagione, interpretato da Giancarlo Esposito. Gus è inoltre presente anche nello spin-off Better Call Saul a partire dalla terza stagione. È doppiato in italiano da Danilo De Girolamo in Breaking Bad e da Franco Mannella in Better Call Saul.

## Storia del personaggio
Di origine cilena, Gustavo Fring è uno dei distributori più importanti di metanfetamina negli Stati Uniti sud-occidentali, noto per la sua estrema intelligenza. Egli possiede e gestisce diverse imprese legittime, tra cui una catena di ristoranti fast food (chiamata Los Pollos Hermanos), usata per il riciclaggio di denaro sporco, e un impianto di lavanderia industriale. Gus si mimetizza perfettamente nella comunità, assumendo la personalità pubblica di imprenditore impegnato nel sociale, come dimostrano il coinvolgimento in opere di beneficenza e la vicinanza alle forze dell'ordine, in particolare la DEA.
Le origini di Gus sono avvolte nel mistero, ma il suo passato è comunque parzialmente ricostruibile. Nato in Cile alla fine degli anni 1950, Gustavo crebbe in estrema povertà prima di trasferirsi nella capitale Santiago dove, presumibilmente, entrò nell'esercito cileno scalandone i gradi sotto la dittatura di Pinochet. Hector Salamanca infatti si riferisce sarcasticamente a Fring chiamandolo "gran generalísimo". Di fatto non c'è traccia di Fring negli archivi cileni prima del 1986, anno in cui, per motivi sconosciuti, abbandonò il Cile ed emigrò in Messico e di lì negli Stati Uniti quattro anni dopo.

### Breaking Bad

#### Seconda stagione
Quando Walter White e Jesse Pinkman cercano un acquirente per la loro metanfetamina, il loro avvocato Saul Goodman li mette in contatto con Gus Fring. Viene fissato un appuntamento in uno dei ristoranti Los Pollos Hermanos, tuttavia il misterioso acquirente tarda a presentarsi, scatenando l'ira di Jesse; soltanto in un secondo momento Walter capirà che in realtà si tratta dello stesso proprietario del ristorante. Fring dirà comunque a Walter che non è interessato a condurre affari con lui, poiché Jesse è un irresponsabile e anche un tossicodipendente. Walter persuade Gus a riconsiderare la sua decisione, promettendo che non avrà mai a che fare con Jesse, dicendogli inoltre che con il suo prodotto, il più puro in circolazione, potrebbe guadagnare ingenti somme di denaro. Gus alla fine accetta.

#### Terza stagione
All'inizio della terza stagione Gus, vista la purezza della metanfetamina di Walter, propone a quest'ultimo di lavorare nel suo laboratorio assieme a Gale Boetticher, un giovane chimico. Walter inizialmente rifiuta, deciso a chiudere con il suo passato, ma alla fine accetta dopo essersi reso conto che la situazione con Skyler è diventata irreversibile. Jesse rimane quindi escluso. Hank, nel mentre, collegando il camper di Jesse alla produzione di droga di Walt, attende fuori dalla casa di Jesse e una volta accortosi della partenza del camper lo segue,fino all'autodemolitore di Joe. Qui,Walter,rinchiuso nel furgone con Jesse, chiama Saul invitandolo a fingere una chiamata dall'ospedale in cui Marie sarebbe in condizioni critiche dopo un incidente stradale per far sì che Hank abbandoni la scena. Giunto all'ospedale e resosi conto dell'inganno, Hank, che con Jesse aveva avuto un dialogo dall'esterno del camper, si presenta a casa sua per picchiarlo, per vendicarsi dell'inganno ricevuto.
Jesse è deciso a rovinare la carriera di Hank e riprendere a cucinare, consapevole che, se verrà scoperto, potrà scamparla consegnando Walt alla giustizia. Per salvare se stesso e il cognato da una denuncia che potrebbe fargli perdere il lavoro, Walter chiede a Gus di sostituire Gale con Jesse.
I due si mettono a cucinare ma qualche tempo dopo i rapporti con Gus cominciano a vacillare per colpa di Jesse. Il ragazzo, infatti, si è fidanzato con Andrea, ragazza madre conosciuta in riabilitazione, il cui fratello undicenne lavora per due spacciatori di Gus che in precedenza lo avevano costretto come iniziazione a uccidere Combo, amico di Jesse. Quest'ultimo decide di vendicarsi tentando, grazie a una amica prostituta, di avvelenarli. Tuttavia Gus viene a sapere da Mike e Walt delle intenzioni di Jesse, costringendolo a fare pace con i due spacciatori. Questi ultimi uccidono il bambino e Jesse decide di fare giustizia affrontandoli con una pistola, ma Walter interviene appena in tempo investendo gli spacciatori con l'auto.
Gustavo, sentendosi tradito dal fatto che i due si siano fatti giustizia da soli e considerando il loro gesto imperdonabile e pericoloso, decide di uccidere Walter e riassumere Gale, l'unico che conosce la formula della metanfetamina blu oltre a Jesse, che intanto si è dato alla macchia. Walter capisce che sta per essere ucciso e riesce a chiamare Jesse ordinandogli di uccidere Gale per salvare entrambi.

#### Quarta stagione
Gus vuole rendersi indipendente dal Cartello messicano, che comincia quindi una guerra che porta a diversi morti. Nel frattempo è costretto a tenere in vita Walt, tenta di seminare zizzania fra Jesse e il suo mentore, cosicché impari la formula della metanfetamina e possa sostituirlo.
Dopo alcuni attacchi da parte del Cartello, Fring porta con sé Mike e Jesse in Messico, fingendo di volersi accordare con Don Eladio, capomafia del cartello e suo diretto "superiore". Durante la festa con tutti i maggiori trafficanti e il boss stesso, Gus avvelena tutti con uno stratagemma, uccidendoli e ottenendo finalmente la sua vendetta contro il Cartello per quanto avvenuto in passato. Il viaggio di ritorno è faticoso, ma l'uomo aveva previsto ogni evenienza.
La vita di Gustavo fu segnata nel 1989 da Hector Salamanca e Don Eladio, con l'uccisione del suo compagno per futili motivi. L'evento lo segnò profondamente, e spiega il feroce astio nei confronti dei due boss: Hector in particolare, già costretto all'immobilità e al mutismo a causa di un ictus, sarà destinato ad assistere ai suoi familiari mentre vengono uccisi.
Nel frattempo l'agente della DEA Hank Schrader, seguendo un indizio ritrovato a casa di Gale, inizia un'attività investigativa ai danni di Gus, tanto da venire convocato alla sede della DEA per chiarire la sua posizione, depistando abilmente i sospetti. Notando che Jesse ha dimostrato di saper cucinare da solo, Gus licenzia Walt ma non può ancora ucciderlo, perché Jesse è contrario; inoltre minaccia di uccidere tutta la sua famiglia se ostacolerà la morte di Hank. Walt capisce di doversi sbarazzare di lui per poter sopravvivere: per prima cosa fa in modo che la sua famiglia e Hank ricevano la protezione della DEA, poi riesce a convincere Jesse a stare dalla sua parte facendo passare Gus come avvelenatore di Brock, figlio di Andrea.
Dopo un tentativo fallito di uccidere Gus con una bomba nel parcheggio di un ospedale, Walt si allea con Hector Salamanca, ultimo esponente della famiglia Salamanca, paraplegico e costretto a stare su una sedia a rotelle. Hector per vendicarsi delle morti del Cartello e della sua famiglia, con l'aiuto di Walter, attira Gustavo nella sua casa di riposo e si fa saltare in aria con lui, ponendo fine alla vita del trafficante cileno, al termine di una sequenza agghiacciante: Gus, in seguito all'esplosione, sembra uscire dalla stanza come se nulla fosse, ma, appena l'inquadratura si sposta, si nota come l'intera parte destra del volto sia massacrata, addirittura priva dell'occhio con buona parte del teschio visibile: con assoluta compostezza e lo sguardo dell'unico occhio perso nel vuoto, l'uomo si sistema la cravatta, com'è solito fare, per l'ultima volta, prima di cadere a terra, morto. 
Durante la quinta e ultima stagione la DEA farà crollare pezzo per pezzo il suo impero illegale. Dando la caccia ai suoi uomini, tra cui Mike stesso. 

### Better Call Saul

#### Terza stagione
Gus Fring riappare nello spin-off Better Call Saul. Mike, dopo aver scoperto una ricetrasmittente nella sua auto, riesce a trovarne l'origine, ovvero un uomo misterioso con uno zaino a tracolla. Quest'uomo lo conduce a un fast food chiamato Los Pollos Hermanos, di proprietà di Gus Fring. Quando Mike chiede a Saul di intrufolarsi nel locale per seguire i movimenti dell'uomo con lo zainetto, appare Gus che aiuta Saul a recuperare il suo orologio nella spazzatura. Successivamente, vediamo Gus che nota una macchina che si allontana da un'altra girandosi poi verso la telecamera con un'aria scocciata e arrabbiata, probabilmente perché ha intuito che l'uomo sospetto che ha aiutato a recuperare l'orologio fosse solo una spia di Mike e rendendosi quindi conto di essere stato scoperto. Più avanti, Gus rivelerà a Mike che il suo desiderio nei confronti di Hector non è ucciderlo nell'immediato, ma condannarlo a una vita di sofferenze: da sempre in competizione contro Hector per ingraziarsi il boss "Don" Eladio, nel 1989 entrambi uccisero il suo partner e miglior amico. Già nel 1999 Gus dimostrò a Eladio di essere superiore a Hector per volume di affari.
Gustavo è uno dei "leader" dell'importazione di droga dal Messico, in perenne competizione con gli odiati Hector Salamanca e i nipoti Tuco, Leonel e Marco. In un incontro con Mike sceglie di allearsi con lui. Nonostante Mike sia suo rivale, scoprono di condividere lo stesso odio verso la famiglia Salamanca: non volendo ucciderli, perché i sospetti del cartello finirebbero su Gus, decidono di incapacitarli e screditarli, in particolare Mike con una trappola della polizia riesce a far arrestare Tuco, violento e instabile boss dedito alla distribuzione di droga. Gus offre soldi a Mike, ma l'uomo rifiuta. Mike diverrà sempre più legato a Gus, al punto che il boss arriverà ad affidargli il riciclaggio di denaro ottenuto con le sue attività illecite.
In assenza di Tuco, è lo zio Hector a sostituirlo, un uomo crudele e arrogante che imporrà a Gus la sua prepotenza. Seppur infastidito, Gus intuisce di essere in una posizione di vantaggio nei suoi confronti. I due contrapporranno le loro forze per prevalere sull'altro, ma infine don Eladio e Bolsa decidono definitivamente il sistema di trasporto di Gus come preferito per spedire la droga oltre il confine. Durante un incontro con Gus, Hector viene colto da un ictus che lo condanna al mutismo e alla quasi totale paralisi fisica; a questo stato aveva contribuito lo stress, la rabbia e anche Nacho Varga, un fedelissimo dei Salamanca disilluso e vessato che aveva contraffatto la terapia medicinale del boss.

#### Quarta stagione
Divenuto ora l'unico distributore di droga e denaro del cartello di Don Eladio con il New Mexico, Gus ha raggiunto una posizione di grande importanza nel crimine organizzato. Grazie all'aiuto di Mike, divenuto ora suo faccendiere, nota il doppiogioco di Nacho Varga e lo costringe a collaborare con lui. Intenzionato a espandersi anche nel mondo della produzione di droga, contatta un team di operai specializzati dalla Germania per costruire un laboratorio nel sottosuolo di una lavanderia da lui gestita. I lavori si svolgono nella più assoluta segretezza. A causa di una fuga di notizie, Gus ordina a Mike di giustiziare il responsabile degli operai.
Intuendo le condizioni di Hector, paralizzato nei movimenti ma ancora cosciente, Gus è lieto di poter proseguire la sua vendetta. L'arrivo in città di Lalo Salamanca, quarto nipote di Hector, è motivo di preoccupazione per Gus: nonostante un'apparenza gioviale e simpatica, si dimostra fin da subito subdolo e guardingo verso Gus.

#### Quinta stagione
Lalo Salamanca si rivela essere un gangster professionale e meticoloso, molto diverso dai suoi cugini e dallo zio. Nonostante entrambi siano protetti da Don Eladio, Gus viene considerato da Lalo come un rivale machiavellico e rancoroso. Gus costringe Nacho -ancora legato ai Salamanca - a spiare Lalo e guadagnarsi la sua fiducia. Proprio grazie a Nacho, Gus scopre un complotto di Lalo nei suoi confronti: grazie alla testimonianza di un suo uomo catturato dalla DEA, i suoi punti di scambio di droga in città stanno per essere presi di mira dalle autorità, azione la cui unica contromossa di Gus è quella di procurarsi un alibi. Lalo e Gus entrano in conflitto: impossibilitati ognuno a uccidere l'altro per non compromettersi agli occhi degli altri mafiosi del cartello, i due cercano di screditarsi tra loro rendendosi difficili gli affari. Per un omicidio commesso in precedenza, Lalo viene arrestato. Nacho riceve ordine da Lalo - nonostante la detenzione - di incendiare uno dei ristoranti gestiti da Gus; l'uomo avverte Gus, che a sorpresa è accondiscendente all'atto di rappresaglia.
Gus si rivela essere amico del CEO Peter Schuler, imprenditore tedesco sotto la cui gestione ricade l'intero franchising dei ristoranti Los Pollos Hermanos, di cui Gus amministra 7 stabilimenti come facciata per il riciclaggio di denaro.
Quando Lalo, appena scarcerato - grazie all'aiuto "forzato" di Saul Goodman - esce dal territorio statunitense per recarsi in Messico, Gus ne dispone infine la morte: crea prove false per sviare i sospetti sulla mafia peruviana, e tramite Nacho Varga dei sicari irrompono nella sua villa per ucciderlo definitivamente.

#### Sesta stagione
Gus porge le condoglianze a Hector per la morte del nipote Lalo. Hector 
guarda negli occhi Gus in un'inconsueta reazione conciliante che l'anziano non aveva mai dimostrato: appresa la morte di tutti i sicari assoldati, Gus intuisce che Lalo sia sfuggito all'attentato e abbia solo simulato la sua morte.
Nacho Varga, ricercato dai mafiosi di entrambi i lati del confine, si è dato alla macchia. Gus vuole trovarlo prima che lo facciano altri rivali, i quali potrebbero estorcergli con la tortura la confessione del doppiogioco con lui. Nacho sfugge a un agguato dei Salamanca -che lo vogliono vivo-, si nasconde e riesce a telefonare a Gus: ormai conscio di non avere vie di scampo, chiede protezione per suo padre, poi di essere ucciso per "salvarsi" dalle torture solitamente riservate ai traditori dei cartelli messicani.
Il ragazzo viene presentato da Gus ai mafiosi Salamanca e al referente di Eladio, e confessa una serie di mezze verità ai presenti in cui si autoaccusa della malattia di Hector e della morte di Lalo, ribadendo la pista dei mandanti peruviani, per poi suicidarsi tra lo shock dei presenti.
La ferma convinzione che Lalo sia vivo causa insonnia e distrazioni a Gus. In un'occasione Mike intercetta una telefonata di Lalo a Hector e aumenta la protezione a Gus. Una notte Gus subisce un attentato dalla moglie di Saul Goodman, che viene facilmente fermata da Mike. La donna afferma che Lalo si trova a casa sua, e il tutto si rivela una tattica per isolare Gus dai suoi uomini. Lalo Salamanca aveva effettivamente simulato la sua morte in Messico per indagare in tranquillità su Gustavo Fring, telefonando solo a Hector e indagando in Germania e nel Nuovo Messico per raccogliere prove su affari sgraditi al cartello. Nel tentativo di anticipare Lalo, Gus si trova faccia a faccia con lui con una pistola puntata, costretto a mostrargli il cantiere del laboratorio segreto, mentre Lalo con la sua telecamera trova finalmente la prova definitivamente che smaschera Gus come traditore del cartello. Rassegnato, Gus dichiara tutto il suo odio per don Eladio e i Salamanca, ma a sorpresa ribalta la situazione e spara a Lalo con una pistola nascosta, uccidendolo. Il boss viene infine seppellito sotto il laboratorio stesso insieme ai mafiosi da lui uccisi.
Gus Fring viene convocato in Messico da Don Eladio per rispondere a Hector Salamanca: l'ex boss lo ha apertamente accusato di aver ucciso Lalo e di essere ostile al cartello. In assenza di prove a suo carico, Eladio si convince della sua innocenza e gli affida l'intera zona nord del Nuovo Messico. Tornato negli USA, Gus incontra Mike e lo incarica di trovare subito una nuova squadra di ingegneri per riprendere la costruzione del laboratorio segreto.

## Filmografia
- Breaking Bad - serie TV, 26 episodi (2009-2011)
- Better Call Saul Employee Training - miniserie TV, 10 episodi (2017)
- Better Call Saul - serie TV, 42 episodi (2017-2022)